# Тер-Аванесов, Александр Борисович
Александр Борисович Тер-Аванесов (род. 13 октября 1969) — российский государственный деятель, член Совета Федерации от Костромской областной думы (2006—2015), депутат Костромской областной Думы (2015—2016). С 2016 по 2023 годы — старший вице-президент Банка ВТБ .

## Биография
В 1992 году окончил Государственный Университет им. М. В. Ломоносова по специальности «экономист, преподаватель политической экономии». В 2001 г. окончил Санкт-Петербургский Университет МВД России по специальности «юриспруденция».
В 2002 г. Президиумом Высшей аттестационной комиссии Министерства образования и науки России присвоено ученое звание кандидата социологических наук. Тема диссертации «Социальная защита работников и ветеранов МВД: механизмы и пути её оптимизации (социологический анализ)».
До избрания в Совет Федерации — заместитель председателя некоммерческой организации "Благотворительный фонд социальной защиты сотрудников органов внутренних дел, военнослужащих внутренних войск и членов их семей «Забота».
Александр Тер-Аванесов являясь совладельцем компании «Техинвест» в 2002 году принял участие в застройке многофункционального комплекса в 70 этажей высотой 305 метров в составе будущего московского международного делового центра «Москва-Сити». Он также принял участие в строительстве Башни Федерация. Ранее и позднее «Техинвест» принимал активное участвует в различных девелоперских проектах в Москве.
С февраля по июль 2006 — член Комитета Совета Федерации по делам Федерации и региональной политике, с июля 2006 по ноябрь 2011 — заместитель председателя Комитета Совета Федерации по делам Федерации и региональной политике, с февраля 2006 по ноябрь 2011 — член Комиссии Совета Федерации по контролю над обеспечением деятельности Совета Федерации, с ноября 2008 по ноябрь 2011 — член Комиссии Совета Федерации по физической культуре, спорту и развитию олимпийского движения, с ноября 2011 по июль 2012 — член Комитета Совета Федерации по федеративному устройству, региональной политике, местному самоуправлению и делам Севера. С июля 2012 по сентябрь 2015 — член Комитета Совета Федерации по экономической политике. С 7 октября 2015 по 30 марта 2016 депутат Костромской областной Думы. В апреле 2016 года обратился с личным заявлением к думскому комитету по регламенту с просьбой прекратить полномочия депутата. Отмечалось, что с момента избрания Александр Тер-Аванесов так и не нашел времени для участия в работе облдумы.
Будучи членом Совета Федерации входил в состав Межпарламентской комиссии по сотрудничеству между Национальным Собранием Республики Армения и Федеральным Собранием Российской Федерации. Был членом постоянной делегации Парламентской ассамблеи Совета Европы (ПАСЕ), являлся членом Комиссии ПАСЕ по миграции, беженцам и перемещенным лицам и членом Комиссии ПАСЕ по равенству и не дискриминации.
Являлся заместителем руководителя группы по сотрудничеству Совета Федерации Федерального Собрания Российской Федерации с Советом кантонов Федерального Собрания Швейцарской конфедерации.
С сентября 2016 по 2023 год Александр Тер-Аванесов являлся старшим вице-президентом банка ВТБ (ПАО).
С 2021 по 2023 годы – старшим вице-президентом банка ВТБ (Армения).

## Награды
Награжден правительственными и ведомственными государственными наградами, ведомственными знаками отличия, памятными медалями.

## Семья
Женат. Имеет 6 детей.

## Расследования СМИ
В мае 2023 года Центр «Досье» опубликовал материал, согласно которому Александр Тер-Аванесов предположительно связан с замминистра обороны Тимуром Ивановым (о чем говорят неназванные собеседники Центра «Досье» и ряд косвенных связей). Сообщалось, что в 2019 году в отношении Тер-Аванесова велось исполнительное производство по долгу в 6,5 миллиарда рублей перед Промсвязьбанком, при этом приставы не нашли у него подходящего для ареста имущества.